# Поющие дворы
Пою́щие дворы́ — детско-юношеский фестиваль бардовской песни. Проводится в Челябинске ежегодно в конце марта начиная с 1999.
Программа фестиваля включает в себя концерт «Соловушки» для участников младше 10 лет, конкурс для участников старше 10 лет, а также мастер-классы и концерты гостей, жюри и лауреатов прошлых лет.

## География фестиваля
Большинство участников фестиваля — жители Челябинска и Копейска. Фестиваль является областным: помимо местных жителей традиционно участвуют гости из Чебаркуля, Миасса, Златоуста и других городов Челябинской области.

## Конкурс
В конкурсе принимают участие дети и подростки в возрасте от 10 до 25 лет (до 2007 — до 18). Конкурс проводится в два тура по 4 номинациям (автор, исполнитель, дуэт, ансамбль) в нескольких (двух-трёх) возрастных группах.